# Голуб, Елена Евгеньевна
Елена Евгеньевна Голуб (25 декабря 1951, Киев) — украинская художница современного искусства, живописец, фотохудожница и искусствовед, член Национального союза художников Украины (с 2003), Венгерской Ассоциации Художников Электрографики (HEAA) (с 2019). Представитель Новой украинской волны.
Автор более 100 публикаций по вопросам современного искусства. В визуальном творчестве тяготеет к экспрессивно-гротескным формам выразительности, парадоксальному сопоставлению объектов в композициях, которые представляют собой своеобразные ментальные конструкции..
Куратор и участница многих художественных проектов, национальных и международных. Работы демонстрировались в таких странах как Германия, Нидерланды, Бельгия, Южная Корея, Польша, Австрия, Венгрия и др. Различные по технике исполнения, её произведения объединены поиском смысла существования в сложных лабиринтах урбанистической цивилизации.

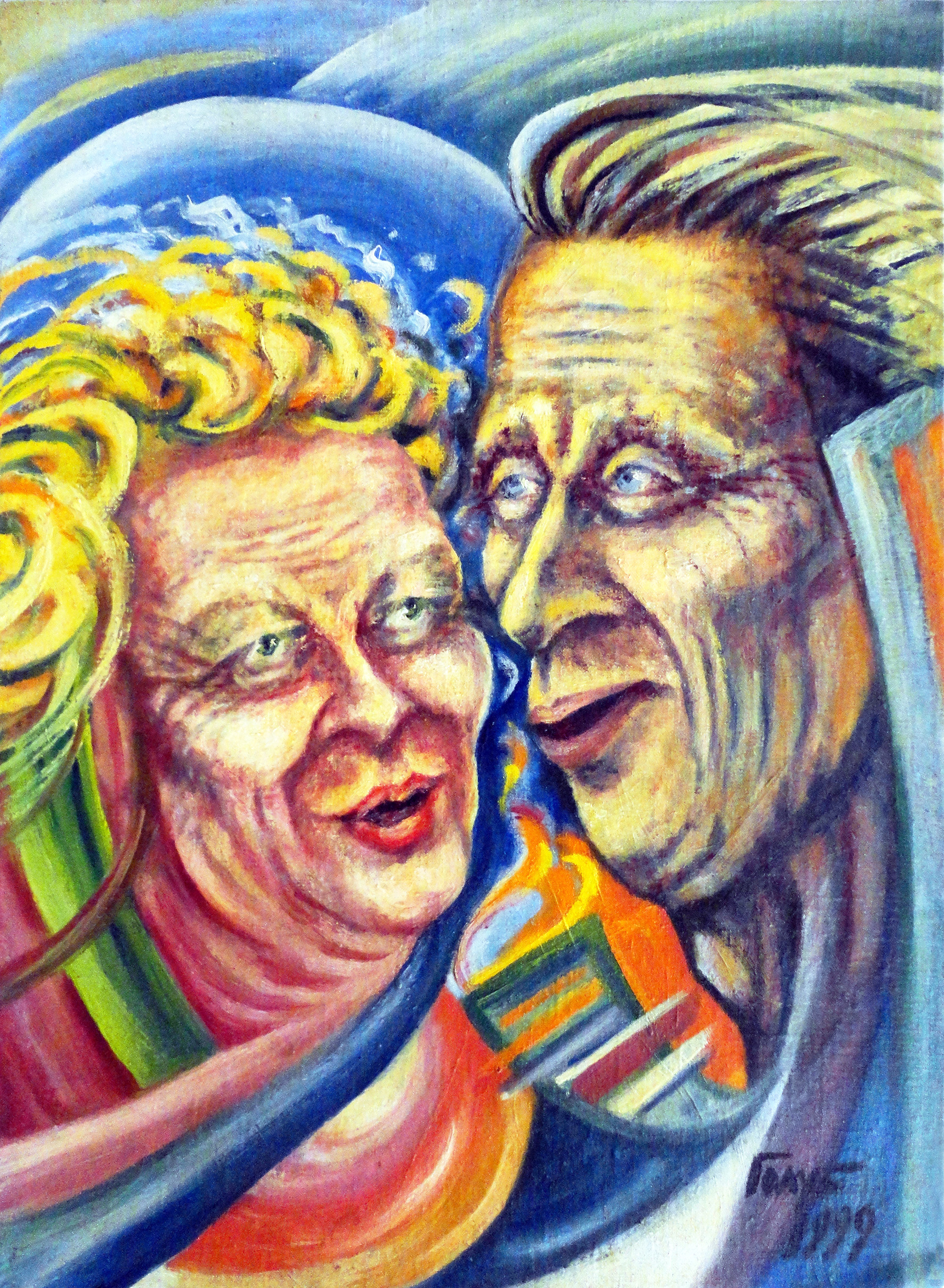
Елена Голуб. Песня родителей. Х.,м.,60х40, 1999

## Биография
Елена Голуб родилась 25 декабря 1951 года в Киеве. Её родители выступали на сцене как певцы, потом отец Евгений Голубь стал журналистом, а мать Зинаида Морозова — служащей.
Елена окончила Киевский национальный университет имени Тараса Шевченко в 1974 г., факультет биофизики. Несколько лет работала инженером, но мечтала о том, чтобы стать профессиональной художницей. Поскольку тогда при поступлении в художественный вуз обязательными были тематические композиции в духе советской идеологии, с чем она не была согласна, стала обучаться приватно. Кроме того, посещала вольнослушателем преподавание живописи в Украинской академии книгопечатания. Окончила Институт журналистского мастерства в 1986 году, факультет художников прессы.
Работала иллюстратором в журналах, редактором в издательстве, обозревателем и корреспондентом. Её муж — культуролог Пётр Яковенко, дочь — Анна Голуб (1974, от брака с Леонидом Нефедьевым), сын — Андрей Яковенко (1985). Живёт и работает в Киеве. Неоднократно выезжала за границу с выставками своих работ.

## Творчество
Свой творческий путь начала с оппозиционного к соцреализму неофициального искусства, андеграунда, когда в 1970-х годах писала картины в стиле экспрессионизма. Учась приватно у профессиональных художников (В. Забашты, В. Барского и других), искала свой собственный путь в искусстве . Тогда в Киеве авангардная молодежь собиралась в объединении «Рух», где собирались литераторы, ученые, художники и обсуждали немало интересного: новейшие течения, «самиздат» и т. д. В 1977 организаторы «Руха» (Ю. Косин, Н. Недзельский и С. Федоринчик) устроили авангардную выставку, где о себе заявили художники-неформалы: Николай Трегуб , Вудон Баклицкий, Николай Залевский, Александр Костецкий, Елена Голуб, и другие.
Работы художницы, обращенные к внутреннему миру современника, были написаны динамично, со своеобразной деформацией форм и активным использованием чистого цвета («Портрет инженера», «Пустая тарелка», «Двое» и др.).
Второй всплеск подъёма художественного творчества у Елены Голуб пришёлся на конец ХХ — начало XX века и был связан с оживлением общественной активности и появлением частных галерей, где она начала выставлять новые произведения. Теперь её картины синтезировали абстрактный экспрессионизм и народный примитивизм. В таких работахах как «Тетка», «Рыбак», «Чупа-чупс, или иллюзия равенства», «Супергерой» возрастает социально-критический мотив с характерными для украинцев нотками юмора. Эти работы принимали участие в проектах Международного арт фестиваля в Магдебурге (Германия).
С 2003 года Елена начала создавать фотоинсталляции с помощью компьютерных технологий. Вот как характеризует творчество Елены Голуб Заслуженный деятель культуры Украины Нина Саенко:
«Обратившись к современным компьютерным технологиям, художница, как всегда, остро почувствовала пульс и ритм времени. В сопоставлении и сравнении разных исторических фотоматериалов она решает философские проблемы бытия. В новой серии — трансформация семейных традиций и связь поколений („Здравствуй, прадедушка!“ и „Здравствуй, прабабушка!“), глобальная перестройка сознания на материале переосмысления тоталитарного прошлого („Да и Нет“, „Тоталитарная баллада“, „Адресат неизвестен“).
Е. Голуб призывает вернуться к проблемам человека, к познанию человеческой сущности. В её работах тесно переплетаются судьбы известных людей (Сталин, Гитлер) и персонажей из семейного альбома, которые вместе задействованы в истории. В них возникает вопрос о причастности и ответственности каждого, кто живёт на земле, о том, что происходило когда-то и происходит сейчас („С кем быть?“, „Он, Она, Они…“)
Сегодня Елена Голуб на новом витке творческого окрыления. Так и хочется перевоплотиться в созданный ею живописный персонаж, стать „Желтым зайцем“, чтобы во время всепоглощающей глобализации с её широкомасштабной экспансией средств массовой коммуникации подняться, как он, над всем, что нас окружает, и наполниться ощущением свободы и независимости.»

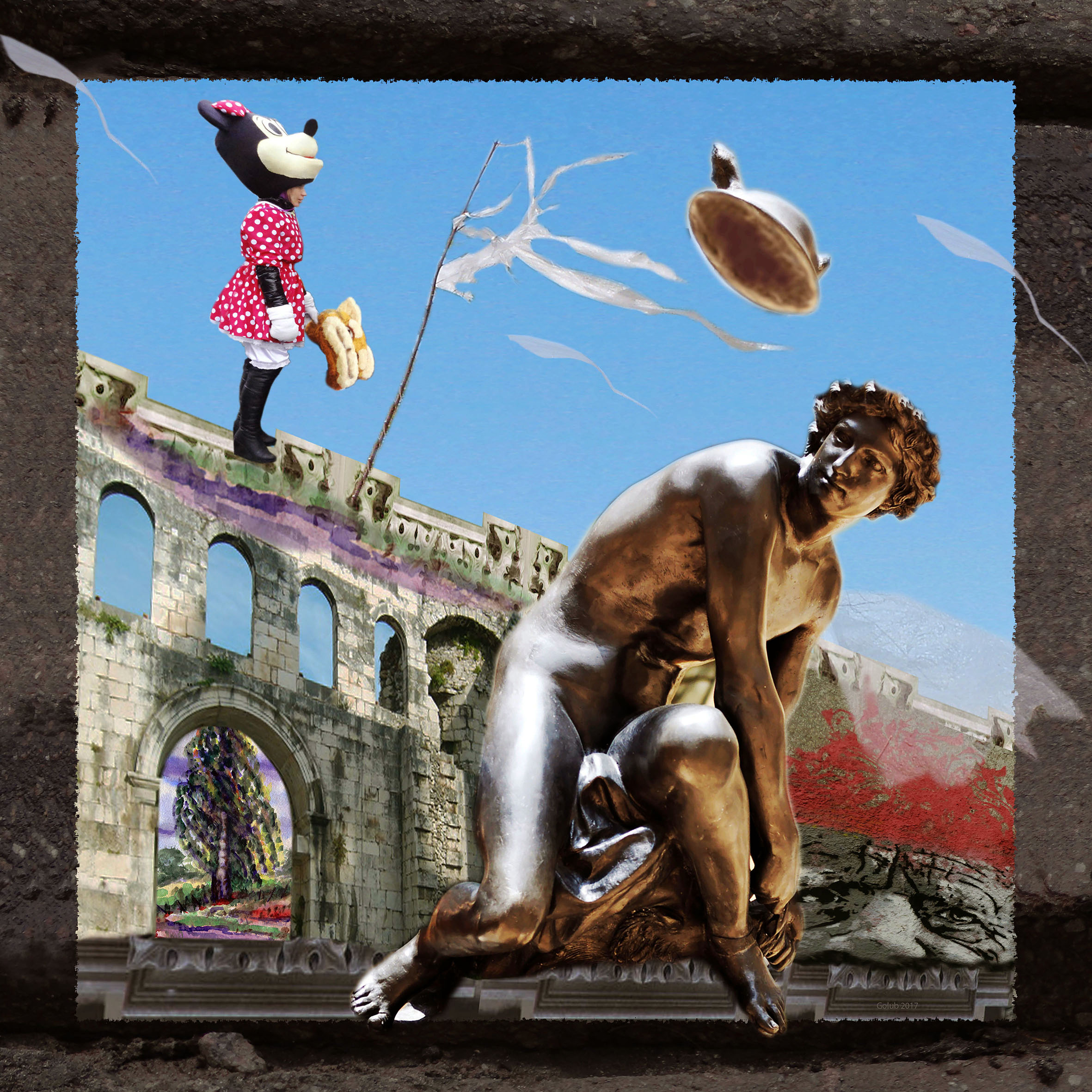
Е.Голуб. Из серии: Ветер, № 1, 2017. Фото инсталляция, цифровая печать

В цифровых технологиях художница нашла неисчерпаемые возможности для создания своего визуального языка. Её композиции (в листах цифровой печати), которые она называет «ментальными конструкциями», воспроизводят немало ассоциативно сложных вещей. Проект «Цифровой двор № 3», в котором художница выступала также как сокуратор, собрал работы медиа-художников группы «Г.В.Х.»(то есть — Голуб, Вышеславский , Харченко) с целью продемонстрировать особенность digital masage в современном искусстве (выставлялся в Амстердаме (Нидерланды).
Вот как отзывается о творчестве Е. Голуб её коллега, известная авангардная художница и режиссёр Оксана Чепелик:
«Урбанистическая цивилизация с её достижениями и противоречиями всегда в кругу внимания художницы в многочисленных вариантах разных серий. Взаимоотношения между локальными традициями и коллективной памятью, между культурными расхождениями, между центром города и пригородами — это лишь некоторые из важнейших тем, которые разрабатывает художница в актуальном искусстве сегодня.
Недавно художница принимала участие в IV Московской биеннале в кураторском проекте Виктора Мизиано „Невозможное сообщество“, который демонстрировался в Музее современного искусства. Для меня эта выставка представляет особый интерес, так как она связана с эстетикой взаимодействия, и сам проект можно расценить, на мой взгляд, как социальную скульптуру, актуальное направление современности.»
Венгерский искусствовед Габор Патаки во всупительном слове на открытии выставки фотоинсталляций Е.Голуб в Будапеште «Ветер из Украины» (2019) отметил:
«Она называет свой метод „нарративным конструктивизмом“, в чём можно усмотреть воплощение идей первооткрывателей фотомонтажа Родченко, Клуциса и Лисицкого . Но тогда как предшественники конструировали свои произведения с верой в то, что мир вскоре станет лучше и справедливее, Голуб может лишь признать все эти идеи несостоявшимися.»

### Награды
- Награда Voix Visuelle, ІІІ место в конкурсе за роботу «Ключи», Оттава, Канада, 2020[9]
- Награда Международного биеннале электрографики «Matrices 2012», Будапешт, Венгрия[10]
- Награда Международного биеннале электрографики «Matrices 2017», Будапешт, Венгрия[11]

### Участие в выставках
- 2020 — Международная выставка «Искусство во время чумы»
- 2020 — «Искусственныйй интеллект» — Международная выставка цифрового минипринта 15, Оттава, Канада.2017 — «Matrices 2017» — Международное биеннале електрографики, Будапешт, Венгрия, каталог, ст.50,71 [http://www.computerart.hu/images/matricak2017/MATRICAK_2017_web.pdf
- 2013 — «In.print.out» — Международное принт триеннале, Вена,Австрия, каталог ст.83.
- 2012 — «Matrices 2012» — Международное биеннале електрографики, Будапешт, Венгрия, каталог ст.51.
- 2012 — «Портрет художника глазами художника», галерея «Триптих», Киев
- 2011 — 10 лет Института проблем современного искусства (рук. Виктор Сидоренко), Киев
- 2011 — «Невозможное сообщество» (куратор Виктор Мизиано), Музей Современного Искусства, Москва, проект Евгения Фикса «Портрет 19 миллионов», фотоинсталляция.
- 2010 — Аукцион «Украинская альтернатива», каталог , — С.51.
- 2010 — «Matrices 2010» — Международное биеннале електрографики, Будапешт, Венгрия, каталог ст.23, 53.
- 2010, 2005 — фотовыставка «Special themes circuit», Линц, Австрия.
- 2009 — Национальный музей литературы Украины, Киев
- 2008 — «DIGITAL YARD № 3» / «ЦИФРОВОЕ ДВОР № 3» — участница и сокуратор выставки арт-группы "Г. В. Х. ", WG Kunst Gallery, Амстердам, Нидерланды, 2008, каталог ст. 1-9.
- 2008, 2007 — «Гогольфест» — Международный арт фестиваль, Мыстецький Арсенал, Киев.
- 2007 — «GIAF 2007» — Гайонгнамский Международный Арт Фести — валь, Масан, Корея, принт, каталог, ст.112
- 2007 «Matrices 2007» — биеннале електрографики, Duna, MMG gallery, Будапешт, Венгрия, принты, каталог ст.18, 55, 64.
- 2007 — Международное Принт Триенале «Eurografik», Катовице, Польша.
- 2007 — Международная выставка плаката, Музей плаката, Лахти, Финляндия. —
- 2006—2005 «В пространстве Дюбюффе» — выставка фотоинсталляций совместно с Н.Монталбетти. Французский культурный центр на Украине (Киев, Одесса, Днепропетровск, Донецк)
- 2005 — «Birdinvest project», участница, куратор украинской части Международного проекта, Борглун, Бельгия, каталог, ст. 42.
- 2005 — «Мир и война», галерея Киево-Могилянской Академии, Международное фотобиеннале «Второй Месяц фотографии в Киеве», каталог, ст. 95-96.
- 2005, 1985,1983 — Международное биеннале юмора и сатиры в искусстве, Габрово, Болгария, каталог 2005, ст.125.
- 2004 — «Триумф жёлтого зайца», персональная выставка произведений, галерея «Университет», живопись, графика, фото, Киев.
- 2003 — Международное Принт Триенале «Eurografik», Краков, Польша, каталог ст.50
- 2003, 2001, 2000 — I, II и III Международный арт-фестиваль, Магдебург, Германия, каталоги: И — «Люди и звери», С. 29, II — «За гранью обыденного», С.46, 130; III — " Сигналы неточного времени ", С.123.
- 2002 — «Короткие истории» — участница и куратор проекта, Украинский дом, Киев.
- 2001 — «Люди и звери», участница и куратор проекта, совместно с Г. Столбченко[укр.], А.Комиссаренко и Л. Пишей, Украинский дом, Киев.
- 1978, 1977 — выставки андеграундного творческого объединения «Рух», Киев.

## Теоретические направления
Как искусствовед Елена Голуб исследует несколько направлений.
- Альтернативное творчество в широком смысле и, в частности, неофициальное искусство, андеграунд.[12][13][14][15]
- Творчество на основе цифрових технологий.[16][17]
- Осмысленние роли художника в современном мире[18][19][20][21][22][23][24].
- Закономерности арт-рынка и свобода самовыражения художника[25][26].
- Взаимодействие Украинского и Западного искусства.[27][28][29][30][31].

## Монография
- на укр., англ.: Елена Голуб.  Праздник неповиновения и будни андеграунда. Киев: Издательский Дом «Антиквар», 2017, ISBN 978-617-7285-11-2.
- Електронная копия книги. Е. Голуб. Праздник неповиновения и будни андеграунда. НБУ им. Ярослава Мудрого